# ADN (diari)
ADN va ser un diari gratuït fundat el 2005 i dissolt el 2011. Era editat per una societat controlada pel Grupo Planeta i dirigit per Albert Montagut, amb edicions a Barcelona, Lleida, Mallorca i València i a Castelló de la Plana. També tenia edicions a Bilbao, Madrid, Màlaga, Saragossa i Sevilla. Totes les edicions eren en castellà tret de la lleidatana, que es publicava en català.
Va aparèixer per darrera vegada el 22 de desembre de 2011, després d'haver intentat un rellançament sota el nom d'Adnplus. En el moment del seu tancament la seva tirada era de 509.646 exemplars. L'edició Barcelonina oferia 127.146 exemplars.